# Baillestavy
Baillestavy é uma comuna francesa na região administrativa de Occitânia, no departamento dos Pirenéus Orientais. Estende-se por uma área de 17,89 km². Em 2010 a comuna tinha 120 habitantes (densidade: 6,7 hab./km²).

## Geografia

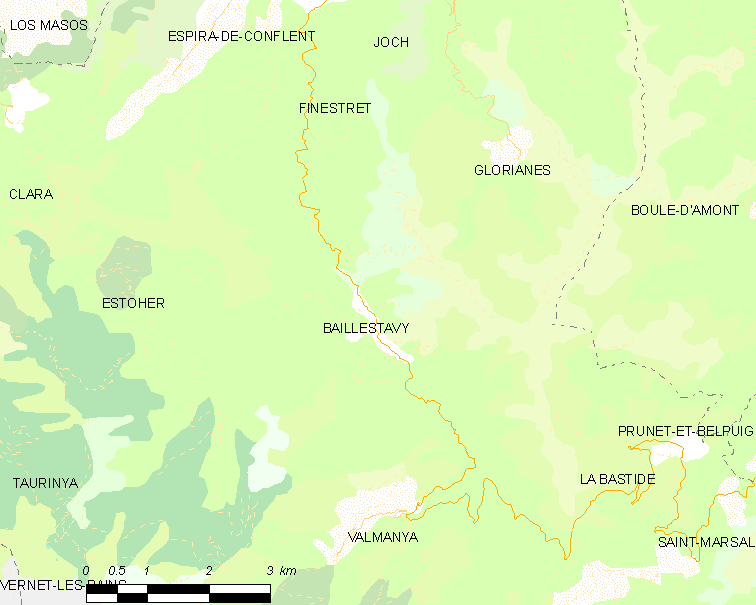
Mapa de Baillestavy